# シンクホーンの定理
シンクホーンの定理（シンクホーンのていり、Sinkhorn's theorem）では、正の成分からなるすべての正方行列は特定の標準形式で記述できることが述べられている。

## 定理
{\displaystyle A} が真に正の（0 は含まない）成分からなる正方行列である場合、{\displaystyle D_{1}AD_{2}} が二重確率行列であるような、真に正の成分からなる対角行列 {\displaystyle D_{1}}、{\displaystyle D_{2}} が存在する。{\displaystyle D_{1}} と {\displaystyle D_{2}} は、定数倍の不定性を除いて一意である。  

## Sinkhorn-Knopp アルゴリズム
二重確率行列に接近する簡単な逐次法は、{\displaystyle A} のすべての行とすべての列を交互に再スケーリングして合計を 1 にすることである。 Sinkhorn と Knopp はこのアルゴリズムを提示し、その収束性を分析した。 

## 類似物と拡張
ユニタリ行列を対象とした次の類似点も正である。すなわち、
すべてのユニタリ行列 {\displaystyle U} に対して、2つの対角ユニタリ行列 {\displaystyle L} と {\displaystyle R} が存在し、{\displaystyle LUR} の列と行の合計は 1 になる。 
行列間のマップに対する次の拡張も当てはまる（定理5  および定理 4.7  も参照）。すなわち、
密度行列を別の行列にマッピングする量子操作 {\displaystyle \Phi } を表すクラウス演算子に対し、
{\displaystyle S\to \Phi (S)=\sum _{i}B_{i}SB_{i}^{*},}
それはトレース保存であり
{\displaystyle \sum _{i}B_{i}^{*}B_{i}=I,}
さらに、その範囲が正定値錐の内部（真に正）にある場合、再スケールされたKraus演算子
{\displaystyle S\to x_{1}\Phi (x_{0}^{-1}Sx_{0}^{-1})x_{1}=\sum _{i}(x_{1}B_{i}x_{0}^{-1})S(x_{1}B_{i}x_{0}^{-1})^{*}}
が二重確率であるような正定値であるスケール因子 {\displaystyle x_{0},x_{1}} が存在する。言い換えれば、それは次の 2 つの式を満たす。
{\displaystyle x_{1}\Phi (x_{0}^{-1}Ix_{0}^{-1})x_{1}=I,}
{\displaystyle x_{0}^{-1}\Phi ^{*}(x_{1}Ix_{1})x_{0}^{-1}=I,}
ここで、{\displaystyle I} は恒等演算子を示す。